# Aetión
Aetión (I. e. 4. század második fele) ókori görög festő.
Az ókori görög festészet egyik legjelentősebb művésze, aki festményein érzékletesen szemléltette az érzelmeket. Művei nem maradtak fenn, azokat néhány ókori szerző (Lukianosz, Plinius) írásaiból ismerjük. Leghíresebb műve a Nagy Sándor és Rhóxané menyegzője, de a források beszámolnak a Komédia és Tragédia megszemélyesítése, a Lámpást vivő öregasszony és Szemiramisz című alkotásairól is.